# Yudal-dong
Yudal-dong (koreanska: 유달동) är en stadsdel i kommunen Mokpo i provinsen Södra Jeolla i den sydvästra delen av Sydkorea, 310 km söder om huvudstaden Seoul.
Till stadsdelen hör öarna Dallido och Gohado samt ett antal mindre öar. 